# Carl von La Roche

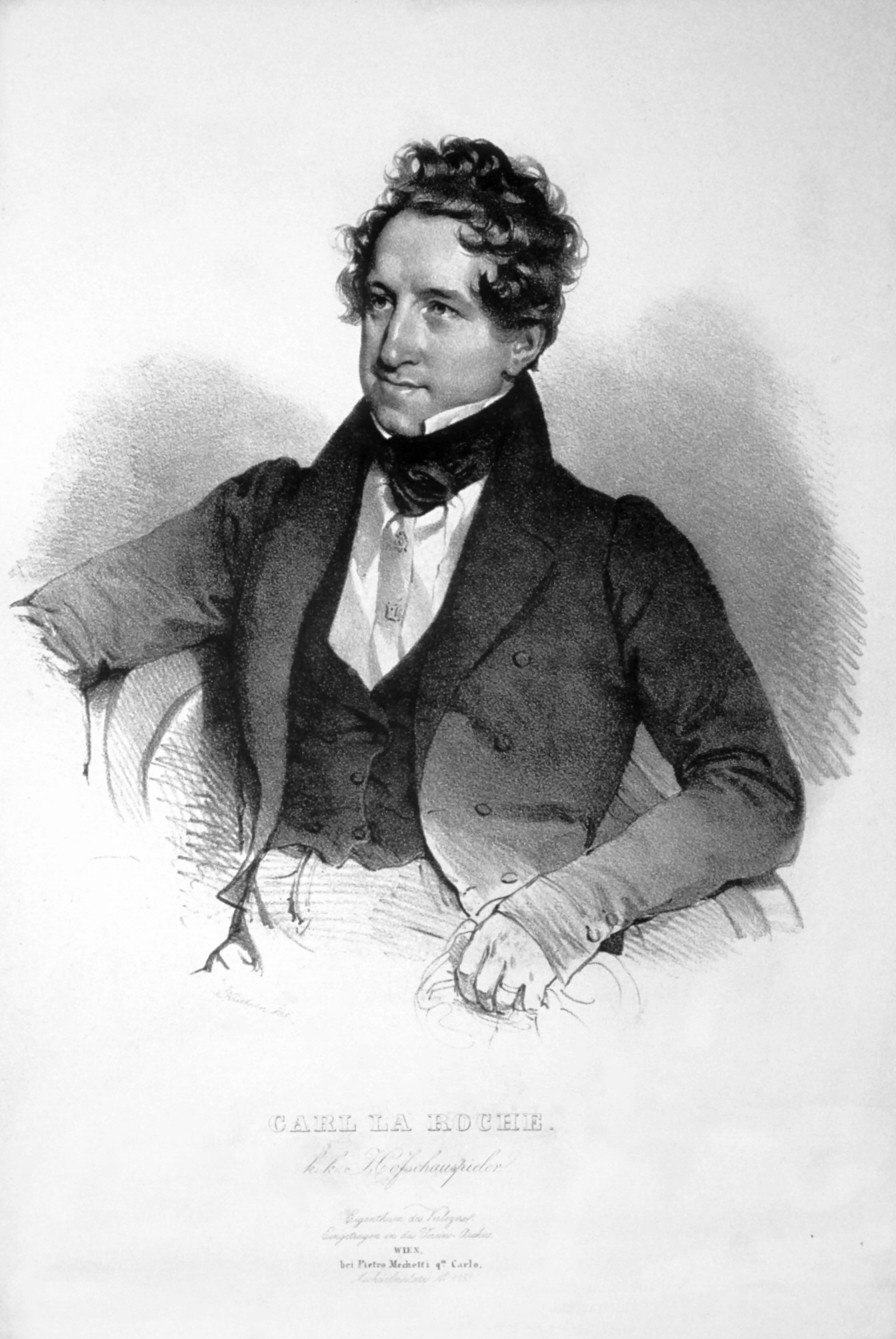
Carl von La Roche.

Carl Ritter von La Roche, född 14 oktober 1794, död 11 mars 1884, var en tysk-österrikisk skådespelare.
La Roche var från 1811 anställd vid olika teatrar i Tyskland, bland annat 1823-33 vid hovteatern i Weimar och från 1833 vid Burgteatern i Wien. Han var en av sin tid främsta karaktärsskådespelare, full av fantasi och humor och berömd bland annat som den förste framställaren av Mefistofeles i Faust 1829.